# Janin Lindenberg
Pour les articles homonymes, voir Lindenberg.
Janin Lindenberg (née le 20 janvier 1987 à Berlin) est une athlète allemande spécialiste du 400 mètres.

## Biographie
En 2010, Janin Lindenberg remporte sur 400 m son premier titre de championne d'Allemagne, puis améliore son record personnel sur la distance en réalisant 52 s 23 le 17 juillet lors de la réunion de Brunswick. Sélectionnée pour les Championnats d'Europe de Barcelone, elle remporte la médaille d'argent du relais 4 × 400 mètres aux côtés de Fabienne Kohlmann, Esther Cremer et Claudia Hoffmann. L'Allemagne, qui réalise le temps de 3 min 24 s 07, s'incline face à l'équipe de Russie. En 2018, elle récupère le titre après disqualification des Russes.

## Palmarès
| Date | Compétition                       | Lieu      | Résultat | Épreuve   | Temps          |
| ---- | --------------------------------- | --------- | -------- | --------- | -------------- |
| 2005 | Championnats d'Europe juniors     | Kaunas    | 2e       | 4 × 400 m |                |
| 2009 | Championnats d'Europe espoirs     | Kaunas    | 2e       | 4 × 400 m |                |
| 2010 | Championnats d'Europe par équipes | Bergen    | 2e       | 4 × 400 m | 3 min 26 s 96  |
| 2010 | Championnats d'Europe             | Barcelone | 1re      | 4 × 400 m | 3 min 24 s 07  |
| 2011 | Championnats d'Europe en salle    | Paris     | 5e       | 400 m     | 52 s 62        |
| 2011 | Championnats d'Europe en salle    | Paris     | 5e       | 4 × 400 m | 3 min 33 s 80  |
| 2012 | Championnats d'Europe             | Helsinki  | 5e       | 4 × 400 m | 3 min 27 s 81  |
| 2015 | Relais mondiaux de l'IAAF         | Nassau    | 5e       | r. medley | 11 min 06 s 14 |

## Records
| Épreuve | Épreuve   | Temps   | Lieu       | Date            |
| ------- | --------- | ------- | ---------- | --------------- |
| 400 m   | Plein air | 51 s 97 | Ratisbonne | 4 juin 2011     |
| 400 m   | En salle  | 52 s 26 | Leipzig    | 26 février 2011 |